# Atomslag
Med ett atomslag menas något av de 118 olika (upptäckta) slagen av atomer som kan förekomma. Ett atomslag innefattar i det här fallet alla atomer som har samma antal protoner i kärnan och som därmed har samma atomnummer. Atomslaget beskrivs ofta genom en "typatom" med visst neutronantal i atomkärnan och därmed ett visst masstal. Några exempel på atomslag är väteatomen som har en proton, järnatomen som har 26 och uranatomen som har 92 protoner.
Begreppet atomslag är inte allmänt vedertaget utan närmast ett pedagogiskt hjälpmedel inom kemin som används för att särskilja de två olika innebörderna hos ordet grundämne. Enligt denna alternativa terminologi bör ordet grundämne endast användas om "ett ämne som är byggt av atomer av ett enda atomslag". Exempelvis består grundämnet vätgas helt och hållet av väteatomer (som i naturen är parvis förenade). Vatten, som består av vattenmolekyler, H2O, innehåller de båda atomslagen väte och syre. Men vatten innehåller inget grundämne, eftersom det är en kemisk förening, alltså en förening mellan atomer av olika atomslag. Enligt denna terminologi ska man alltså inte fråga "vilka grundämnen innehåller vatten" utan "vilka atomslag består vatten av".
Enligt gängse terminologi kan dock ordet grundämne användas såväl för betydelsen atomslag som för ämnen som bara innehåller atomer av ett enda atomslag. I teorin kan man uppnå en större tydlighet genom att skilja på dessa betydelser, men för det krävs att en definition av begreppet atomslag blir allmänt vedertagen.
Även på engelska händer det att man väljer att särskilja de båda begreppen genom att tala om "species of atom" (atomslag) respektive "elementary substance". Mer vedertaget är det på franska, där élément betyder "atomslag", medan man använder corps simple för "ett ämne som är byggt av atomer av ett enda atomslag". På motsvarande sätt skiljer ryska mellan химический элемент och простые вещества.